# Lago Presidente Roosevelt
Lago Presidente Roosevelt är en sjö i Chile.   Den ligger i regionen Región de Aisén, i den södra delen av landet, 1 300 km söder om huvudstaden Santiago de Chile. Lago Presidente Roosevelt ligger 69 meter över havet. Arean är 8,7 kvadratkilometer. Den sträcker sig 9,6 kilometer i nord-sydlig riktning, och 3,9 kilometer i öst-västlig riktning.
I omgivningarna runt Lago Presidente Roosevelt växer i huvudsak blandskog. Trakten runt Lago Presidente Roosevelt är nära nog obefolkad, med mindre än två invånare per kvadratkilometer.